# Cinq Jours
Cinq Jours (Five Days) est une série télévisée britannique en dix épisodes de 52 minutes, diffusée entre le 23 janvier 2007 et le 5 mars 2010 sur BBC One.
En France, la série a été diffusée à partir du 13 novembre 2008 sur Orange Cinechoc et rediffusée à partir du 22 juin 2010 sur France Ô.

## Synopsis
Cette série met en scène une équipe de policiers chargée d'enquêter sur la disparition d'une jeune mère de famille (première saison) et sur le suicide ou le meurtre d'une jeune femme (deuxième saison) durant les cinq jours clés de l'enquête.

## Distribution

### Première saison (2007)
- Hugh Bonneville : Inspecteur Barclay
- Janet McTeer : Sergent Foster
- Patrick Malahide : John
- David Oyelowo : Matthew
- Sarah Smart : Sarah
- Christine Tremarco : Leanne
- Penelope Wilton : Barbara

### Deuxième saison (2010)
- Suranne Jones : Laurie Franklin
- David Morrissey : Mal Craig
- Bernard Hill : Gerard Hopkirk
- Anne Reid : Jen Mason
- Hugo Speer : Jim Carpenter
- Shaun Dooley : Sergent Don Parker
- Navin Chowdhry : Bilal Choudry
- Derek Riddell : Nick Durden
- Nina Sosanya : Colly Trent
- Shivani Ghai : Nusrat Preston
- Matthew McNulty : Danny Preston
- Sacha Dhawan : Khalil Akram
- Pooky Quesnel : Maureen Hardy
- Steve Evets : Pat Dowling
- Ashley Walters : Jamal Matthews
- Kerry Condon : Siobhan Doole

## Épisodes

### Première saison (2007)
1. Livrés à eux-mêmes (Day 1)
2. La Voiture témoin (Day 3)
3. Toujours en vie  (Day 28)
4. Une situation délicate  (Day 33)
5. Révélations  (Day 78)

### Deuxième saison (2010)
1. Titre français inconnu (Day 1)
2. Titre français inconnu (Day 2)
3. Titre français inconnu (Day 8)
4. Titre français inconnu (Day 37)
5. Titre français inconnu (Day 102)